# Too Mean to Die
Albums de Accept
The Rise of Chaos
(2017) Humanoid
(2024)
Singles
1. The Undertaker
2. Too Mean to Die
3. Zombie Apocalypse

Too Mean to Die est le seizième album studio du groupe allemand Accept. Sa sortie initialement prévue pour le 15 janvier 2021 fut reportée au 29 janvier. C'est le premier album dans lequel figure le nouveau bassiste du groupe Martin Motnik, qui a remplacé le bassiste d'origine Peter Baltes, ainsi que le guitariste Philip Shouse qui a également rejoint le groupe en 2019. Le groupe étant désormais constitué de trois guitaristes. La pochette représente un serpent robotisé. L'album voit aussi le retour de Gaby Hoffmann alias Deaffy en tant que parolière aux côtés de Mark Tornillo. Le groupe a sorti deux singles extraits de l'album "The Undertaker" et "Too Mean to Die". Un troisième "Zombie Apocalypse" est sorti le 15 janvier.  

## Liste des titres
| No  | Titre                   | Durée |
| --- | ----------------------- | ----- |
| 1.  | Zombie Apocalypse       | 5:35  |
| 2.  | Too Mean to Die         | 4:21  |
| 3.  | Overnight Sensation     | 4ː24  |
| 4.  | No One's Master         | 4:10  |
| 5.  | The Undertaker          | 5:37  |
| 6.  | Sucks to Be You         | 4:05  |
| 7.  | Symphony of Pain        | 4:39  |
| 8.  | The Best Is Yet to Come | 4:47  |
| 9.  | How Do We Sleep         | 5:41  |
| 10. | Not My Problem          | 4ː21  |
| 11. | Samson and Delilah      | 4ː31  |

## Composition du groupe
- Wolf Hoffmann – guitares
- Mark Tornillo – vocals
- Uwe Lulis – guitares
- Christopher Williams – drums
- Martin Motnik – basse
- Philip Shouse – guitares

## Production
- Produit, mixé et masterisé par Andy Sneap